# Scott Lobdell
Scott Lobdell (* 24. August 1960) ist ein US-amerikanischer Autor.

## Leben
Nach seiner Schulzeit studierte Lobdell zwei Jahre lang Psychologie. Nach dem Abbruch des Studiums begann Lobdell als Comicautor zu schreiben. Nach mehreren Anläufen verschiedener von ihm erdachter Comicgeschichten erhielt er eine Chance als Autor bei Marvel Comics. In den 1990er Jahren wurde er für seine Arbeit an den X-Men Comictiteln bekannt, insbesondere für Uncanny X-Men sowie die davon sich ableitende Serie Generation X, die er mit Chris Bachalo gemeinschaftlich verfasste.
Für Film und Fernsehen ist er auch gelegentlich als Drehbuchautor tätig. 2017 kam der auf einem seiner Drehbücher basierende Film Happy Deathday in die Kinos.

## Werke (Auswahl)
- The Adventures of Cyclops and Phoenix, (4 Ausgaben Mini-Serien)
- Alpha Flight, Ausgabe 3 #1-12
- Buffy the Vampire Slayer, (gemeinsam mit Fabian Nicieza) #47-59
- Daredevil #376-379
- The Darkness #23-38
- Excalibur #31, #35-41, #53, #58-60, #68-71, #75-82
- Fantastic Four #1-3, 4-5  (gemeinsam mit Chris Claremont, 1998)
- Galaxy Quest #1-5
- Gen #45-54
- Generation X #1-28
- Ghostbusters: Displaced Aggression #1-4
- Iron Man #1-7 (1996)
- Manifest Eternity #1-6 (Wildstorm, 2006)
- Uncanny X-Men #289-349, 350 (gemeinsam mit Steven Seagle), #390-393
- Wildcats #1-9, 1997
- X-Factor #90-95, #106
- X-Men (Ausgabe 2) #6-11, #46-69, #110-113

## Preise und Ehrungen (Auswahl)
- 2002: Hall of Fame  des Gaylactic Network Spectrum Award